# جائزة أستراليا الكبرى للدراجات النارية 1999
جائزة أستراليا الكبرى للدراجات النارية 1999 هو سباق دراجات نارية أقيم بتاريخ 3 أكتوبر 1999 في حلبة الجائزة الكبرى بجزيرة فيليب. كان الجولة الثالثة عشر من أصل 16 في سباق الجائزة الكبرى للدراجات النارية موسم 1999. فاز الياباني تادايوكي أوكادا بفئة 500 سي سي بينما جاء الإيطالي ماكس بياجي في المركز الثاني وحصل على المركز الثالث الفرنسي ريجيس لاكوني.

## وصلات خارجية
- الموقع الرسمي